# Шелковий Петро Іванович
Петро Іванович Шелковий (Шовковий) (26 грудня 1890, село Мар'янівка Полтавської губернії, тепер Полтавської області — 25 листопада 1967, місто Луганськ) — український радянський діяч, директор Ворошиловградського патронно-верстатобудівного заводу № 60, почесний громадянин міста Луганська. Кандидат у члени Центральної Контрольної Комісії КП(б)У в грудні 1925 — листопаді 1927 р. Кандидат у члени ЦК КП(б)У в травні 1940 — січні 1949 р. Депутат Верховної Ради СРСР 1-го скликання.

## Життєпис
Народився в багатодітній родині сільського вчителя. Закінчив початкову школу в місті Краматорську. Трудову діяльність розпочав учнем ливарника Краматорського машинобудівного заводу.
Служив у Преображенському полку російської імператорської армії у Санкт-Петербурзі.
Після завершення служби повернувся у Краматорськ, але згодом переїхав до Луганська, де працював спершу на паровозобудівному заводі Гартмана, а з 1914 року — на Луганському казенному патронному заводі. За участь у страйку в 1916 році звільнений із заводу та направлений на фронт. Учасник Першої світової війни.
Член РСДРП(б) з вересня 1917 року.
У 1917 році повернувся до Луганська. Служив червоногвардійцем у бойовій робітничій дружині Олександра Пархоменка, воював проти військ отамана Каледіна та кайзерівських німецьких військ. Брав участь у Громадянській війні в Росії, служив бійцем бронепоїздної колони під Царицином та на Дону.
З 1920-х років знову працював на Луганському патронному заводі: очолював профспілку, був комерційним директором.
Освіта вища. З 1928 року навчався в Московській промисловій академії.
У 1930—1932 роках — директор Ульяновського заводу № 3 РРФСР.
У 1932—1941 роках — директор Ворошиловградського патронно-верстатобудівного заводу № 60 імені Леніна. Під час німецько-радянської війни разом із заводом перебував у евакуації у східних районах СРСР.
У 1943—1956 роках — директор Ворошиловградського патронно-верстатобудівного заводу № 60 імені Леніна.
З 1956 року — на пенсії в місті Луганську.

## Нагороди
- орден Леніна
- орден Трудового Червоного Прапора
- орден Червоного Прапора (20.02.1928)
- орден Червоної Зірки (8.06.1939)
- медалі
- Почесна грамота Президії Верховної Ради Української РСР
- почесний громадянин міста Луганська (.11.1965)